# Detto, fatto!

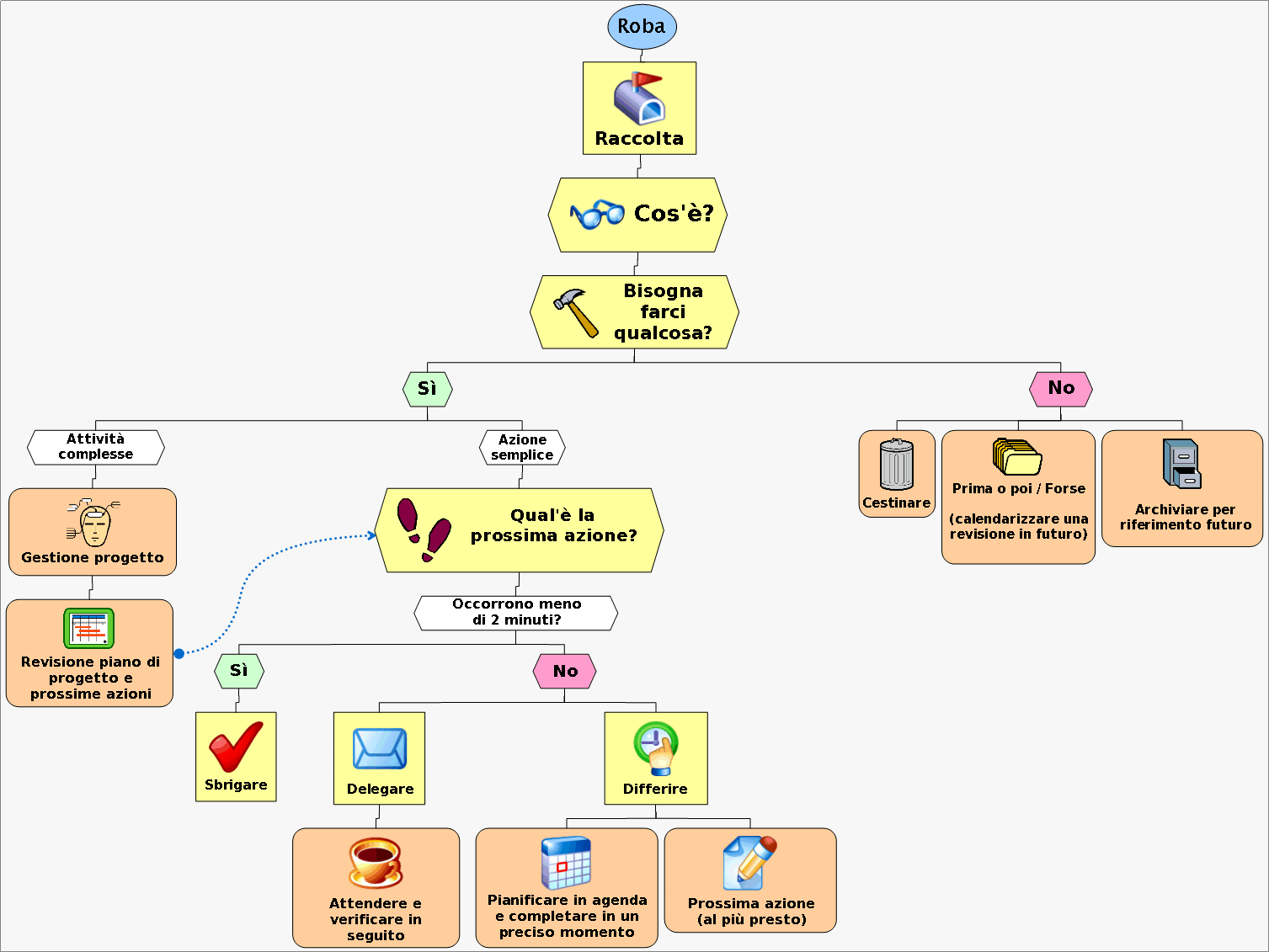
Diagramma di flusso del principio logico di raccolta e organizzazione alla base del metodo GTD

Detto, fatto! è un libro di David Allen, che tratta un sistema di gestione del tempo e di organizzazione delle proprie attività. Il titolo in lingua originale, Getting Things Done, può essere tradotto con la locuzione fare in modo che le cose vengano fatte. Il metodo è noto comunemente con l'acronimo GTD (che è anche un marchio registrato ).
Il GTD parte dal presupposto che le persone hanno necessità di sgombrare la propria mente dall'assillo di ricordare compiti, appuntamenti e dettagli.
Il metodo consiste nel «liberare la mente dal lavoro di ricordare ogni cosa che deve essere fatta» e, quindi, concentrarsi pienamente sull'«eseguire questi compiti».
GTD si basa sull'utilizzo di memorie esterne come "sistema fidato" per tener traccia delle cose da fare, e per questo è stato associato alla teoria della memoria esterna e della cognizione distribuita.
Dopo la prima pubblicazione nel 2001, il GTD è ormai diventato un vero e proprio modello manageriale per la gestione del tempo e dei progetti, o, seguendo la definizione dell'autore stesso: un metodo "per gestire gli impegni, l'informazione e la comunicazione".

## Descrizione
I criteri di base del GTD sono rielaborazioni e semplificazioni delle funzioni manageriali, del ciclo di trasmissione dell'informazione del knowledge management e dei principi esposti nei saggi di Henry Mintzberg.

In un certo senso si tratta più di una disciplina pragmatica che di un metodo di lavoro.
Lo stesso Allen descrive il suo metodo come "buon senso avanzato", anche se afferma che gli ci sono voluti venti anni per elaborarlo coerentemente.
Diversamente da altri esperti di gestione del tempo, David Allen non pone la sua attenzione sulle priorità dei compiti, ma raccomanda di creare e gestire delle liste di compiti e azioni precise.
Questo è necessario perché il nostro "sistema di promemoria" mentale è piuttosto inefficiente e raramente ci ricorda che cosa dobbiamo fare, nel momento e nel luogo giusto, in cui dobbiamo farlo.
Allen asserisce che molti dei blocchi che noi generalmente incontriamo nel portare a termine certe attività sono causati da un insufficiente piano front-end (ad esempio per ogni progetto si deve chiarire cosa si vuole ottenere e quali sono le specifiche azioni necessarie ad ottenerlo).
È molto pratico rimuovere tutti gli input inutili e concentrarsi solo su quelli necessari, per poi impostare in anticipo una serie di azioni che è possibile portare avanti in un secondo momento, senza ulteriori pianificazioni.
Allen scrive nel suo libro:
«Fai uscire ogni cosa dalla tua mente. Prendi le decisioni riguardo alle azioni necessarie nel momento in cui il problema compare - non quando esplode. Organizza i promemoria dei tuoi progetti e le loro prossime azioni in categorie appropriate. Tieni il tuo sistema aggiornato, completo e rivisto sufficientemente per dare fiducia alle scelte su quello che stai facendo (e quello che non stai facendo) in ogni momento.»

## Principi
Si è osservato, con un ribaltamento di prospettiva, che in realtà lo scopo finale del metodo è quello di avere la mente libera e rilassata, non quello di essere organizzato.
L'organizzazione è un male necessario per sgombrare la propria mente dagli assili e dalle pressioni quotidiane.

I modi con cui Allen suggerisce di organizzarsi sono i seguenti:
- Sviluppare un "sistema fidato" a tenuta stagna - tutte le azioni devono essere registrate e gestite in qualche modo (ad esempio un blocco note, un sistema informatico, come Google Calendar)
- Raggruppare le azioni da fare - Allen suggerisce di categorizzare non per progetti ma per luoghi dove queste azioni vanno compiute (ad esempio al computer, al supermercato, a casa, in vacanza.)
- Non fare distinzioni fra lavoro e compiti privati - per la nostra mente questa distinzione è inutile e complicherebbe il sistema di lavoro
- Seguire la regola dei 2 minuti - se un'azione può essere fatta in meno di due minuti va fatta subito
- Processare tutti gli input - organizzare uno, o pochissimi, punti in cui lettere, files, oggetti, vengano raccolti e analizzati in seguito
- Fare una revisione settimanale - rivedere le priorità delle attività private e lavorative della settimana passata e pianificare quelle della settimana seguente

### Raccolta
Raccogli tutto ciò di cui hai bisogno di tracciare o ricordare o attuare in quello che Allen chiama un bucket (letteralmente un cesto): una scatola fisica, una casella di posta elettronica, un registratore, un notebook, un PDA, o una semplice combinazione di questi. Fai uscire ogni cosa dalla tua mente e mettila nel dispositivo raccoglitore, pronto per essere elaborato.
Tutte le liste dovranno essere elaborate (svuotate), almeno una volta a settimana.

### Metodo
Quando si elabora una lista di input, si segua un severo flusso di lavoro:
Iniziare dalla cima
Occuparsi di un elemento alla volta
Non rimettere mai nulla nella lista
Se un elemento non richiede un'azione particolare.
- archiviarlo per riferimento futuro
- cestinarlo
- valutare il suo eventuale utilizzo in seguito

Se un elemento richiede azione...
- sbrigarla subito e chiuderla (se richiede meno di due minuti)
- delegarla
- rimandarla ad una data specifica (pianificandola in agenda)
- inserirla in una lista di cose da fare appena possibile

Regola dei 2-minuti
Se si stima l'impiego di meno di due minuti per fare qualcosa, farla subito è la strada giusta. Due minuti sono naturalmente una indicazione generica: in pratica si tratta del tempo che si impiegherebbe a pianificare l'azione in altra data.

### Organizzazione
Allen descrive e consiglia una serie di liste (o categorie) per tener traccia delle voci che richiedono attenzione:
- Prossime azioni - Per ogni voce che richiede attenzione, si decida qual è la prossima azione che è oggettivamente possibile e fisicamente necessario svolgere in merito. Per esempio, se la voce è "Scrivi rapporto progetto", la prossima azione potrebbe essere "Scrivi mail a Paolo per le minute riunione", o "Chiama Gianni per chiedere i requisiti del rapporto", o qualcosa di simile. Sebbene possano esserci molte azioni e vari passi necessari a completare la voce, ci sarà sempre qualcosa che hai bisogno di fare prima delle altre, e questa dovrebbe essere registrata nella lista delle prossime azioni. Preferibilmente, queste sono suddivise in base al contesto nel quale possono esser fatte, come per esempio in ufficio, al telefono, o nel magazzino.
- Progetti - ogni anello aperto, che richiede più di una singola azione fisica da completare, diventa un progetto. I progetti vengono tracciati e rivisti periodicamente per assicurarsi che ognuno di essi abbia una prossima azione associata e perciò possa essere proseguito.
- In attesa - quando si è delegato un'azione a qualcun altro, o si sta aspettando qualche evento esterno prima di poter proseguire un progetto, lo si deve tracciare nel sistema e controllare periodicamente la correttezza dell'azione o valutare l'invio di un sollecito.
- Prima o poi / Forse - cose che a un certo punto si vuole o si pensa di fare, ma non ora; esempi potrebbero essere "imparare il tedesco", o "fare vacanze subacquee".

Anche un calendario è importante, per tener traccia degli appuntamenti e impegni; comunque, Allen raccomanda in modo particolare che il calendario sia riservato a ciò che lui chiama "panorami difficili": cose che devono essere fatte assolutamente entro un termine stabilito, o riunioni e appuntamenti fissati nel tempo e in un luogo. Le voci Da fare dovrebbero essere più semplicemente riservate alla lista delle prossime azioni.
Un ultimo componente organizzativo chiave di GTD è il sistema d'archiviazione.
Detto, fatto! spiega che un sistema d'archiviazione, se occorre usarlo, dev'essere facile, semplice e divertente. Persino un singolo foglietto, se ti occorre come riferimento, dovrebbe meritare una propria posizione in archivio se non rientra in una cartella già esistente. Il suggerimento di Allen è di tenere un unico sistema d'archiviazione, organizzato alfabeticamente, per renderlo adatto a conservare e ritrovare il più rapidamente e facilmente possibile le informazioni che occorrono.

### Revisione
Le liste di azioni e i promemoria saranno di scarso aiuto se non vengono riviste almeno giornalmente, o in qualunque momento in cui si ha tempo.
Valutati il tempo, l'energia e le risorse disponibili in quel particolare momento, si decida qual è la cosa più importante da fare proprio ora, e la si faccia non appena terminata la revisione della lista di azioni.
Se si è inclini a procrastinare, ci si potrebbe ridurre a svolgere sempre i compiti facili e ad evitare quelli difficili. Come soluzione a questo, si può decidere di svolgere le azioni della lista una per una seguendo il loro ordine, proprio come si suggerisce di fare per smaltire la posta in arrivo.
Almeno una volta la settimana, la disciplina di GTD richiede che si riveda tutte le tue azioni di rilievo, i progetti e le voci in attesa, assicurandosi che ogni nuovo compito o prossimo evento siano stati inseriti nel sistema, e che esso sia bene aggiornato.
Allen consiglia la creazione di un meccanismo di sollecito per aiutare a rinfrescare la memoria ogni settimana per i compiti e progetti di rilievo.

### Fare
Qualunque sistema organizzativo non funziona se si passa tutto il tempo a organizzare i compiti invece di svolgerli effettivamente!
La tesi di David Allen è che se può rendere semplice, facile e divertente svolgere le azioni da compiere, si sarà meno inclini a procrastinare o ad essere sopraffatto da troppi anelli aperti della catena di azioni e informazioni.

## Critiche
Alcuni osservatori hanno sottolineato che nonostante il grande successo del metodo, non vi sono solide basi documentali e scientifiche a supporto teorico dello stesso. Tuttavia il metodo sembra essere coerente con moderni modelli cognitivi.
Nella nuova edizione del libro "Detto Fatto", pubblicata nel 2015, David Allen ha raccolto in appendice numerose conferme scientifiche della validità del metodo.
Nel suo e-book Zen To Done Leo Babauta - proponendo una sua versione semplificata del GTD - sottolinea che il metodo è implementabile con relativa facilità da parte di manager di alto livello molto impegnati che fanno fatica a concludere i loro lavori perché continuamente interrotti e sovraccarichi di informazioni ed impegni, ma che possono permettersi comunque di delegare numerosi compiti ad altri. Inoltre secondo Babauta il GTD può risultare troppo complesso e spingere a concentrarsi sulla categorizzazione dei task più che sulla loro effettiva applicazione.

## Implementazioni software
Dopo la prima pubblicazione nel 2001 il GTD è ormai diventato un vero e proprio "modello di pensiero" che ha dato un considerevole impulso allo sviluppo di applicazioni (o funzionalità di applicazioni esistenti).
Nonostante questo David Allen mantiene un atteggiamento neutrale e consiglia di cominciare ad applicare il sistema con sistemi cartacei .

### SoftwareGTD
Numerosi personal information manager e programmi di task management sono stati sviluppati o modificati in modo da essere compatibili col sistema GTD.
Gmail, Firefox, Thunderbird e Outlook
Gli utenti di Gmail possono utilizzare etichette per creare liste Da fare e progetti .
Esiste anche una estensione per Gmail di Mozilla Firefox che implementa una interfaccia GTD direttamente sul browser . Anche Thunderbird può essere impostato per il suo uso con GTD 
Analogamente è possibile utilizzare le etichette e le attività di Microsoft Outlook  e Microsoft Office OneNote  in maniera da implementare il GTD.